# 1891
Cette page concerne l'année 1891 (MDCCCXCI en chiffres romains) du calendrier grégorien.
L'année 1891 est une année commune qui commence un jeudi.

## Événements

### Afrique
- 1er janvier : prise de Nioro par le colonel Louis Archinard après le départ d’Ahmadou qui se replie au Macina et à Djenné[1]. Le photographe Joannès Barbier documente le massacre de Bakel[2].
- 11 février et 30 juillet : charte de la compagnie du Mozambique (pt) (Portugal)[3].
- 6 mars : le Sénat français nomme une commission de dix-huit membres dirigée par Jules Ferry chargée de réorganiser l’administration de l’Algérie[4].

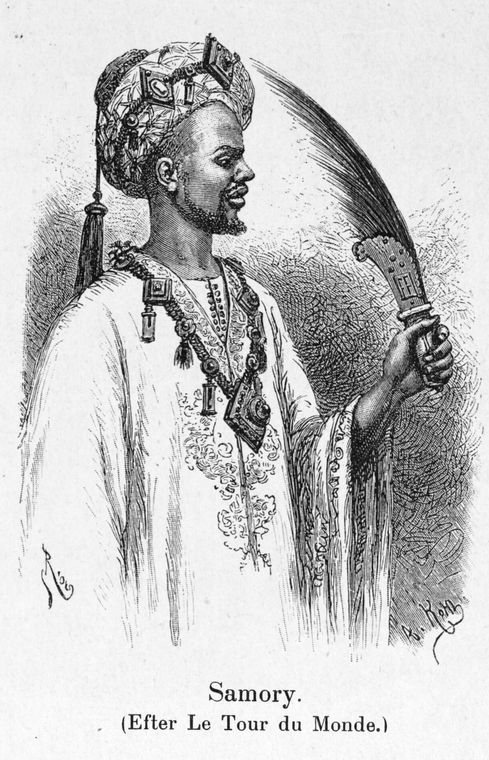
Samori Touré, dessin d'Edouard Riou.

- 10 mars : Louis Archinard quitte Nyamina pour marcher contre Samori Touré[5]. Les hostilités reprennent entre l’empire du Ouassoulou et la France, car Samori Touré n’accepte pas la présence d’une mission militaire française chez son ennemi Tiéba, roi de Sikasso. Sachant qu’il ne peut compter sur une alliance avec d’autres chefs africains et qu’il ne peut résister aux troupes françaises en s’enfermant dans des postes fortifiés, Samori divise ses forces en trois groupes. Le premier, armé de fusils à tir rapide reçus de Sierra Leone ou de trafiquants français, combat les troupes françaises tout en pratiquant la politique de la terre brûlée. Le second, armé de fusils à pierre et à piston, a pour charge de lever l’impôt et de recruter des guerriers parmi les populations qui se trouvent derrière le premier groupe. Le troisième, armé comme le second, combat à l’est des tribus africaines et conquiert des territoires qui permettent à Samori de se replier sans difficultés.
- 24 mars et 15 avril : des accords anglo-italien reconnaissent le protectorat de Rome sur l’Éthiopie et persuadent le sultan de Zanzibar de louer à l’Italie la côte de Benadir (annexée à la Somalie en 1905)[6]. En contrepartie, l’Italie s’engage à ne pas perturber le régime des eaux du Nil et de ses affluents en y construisant des barrages.
- 30 mars : Louis Archinard passe le Niger à Niantokoro[7] ; il atteint Bissandougou en avril. Samori Touré doit fuir.
- 7 avril : Louis Archinard prend Kankan et incendie Bissandougou le 9[1].
- 9 avril : L’explorateur français Paul Crampel est assassiné au Dar Kouti par le sultan Mohamed-es-Senoussi. Gabriel Biscarrat, son compagnon, subit le même sort à Mpoko le 25 mai[8].
- 10 avril : alors que l’Italie a proclamé l’Éthiopie protectorat et l’Érythrée colonie italienne, Ménélik II envoie à toutes les puissances européennes (Russie, Grande-Bretagne, France, Allemagne, Italie) une lettre de protestation dans laquelle il ne dissimule pas qu’il est prêt à prendre les armes. Il estime que son pays doit s’étendre de Khartoum au nord au lac Nyassa au sud et des confins soudanais à l’ouest à la mer Rouge à l’est. En outre, il estime qu’il ne peut rester indifférent au partage de l’Afrique[9].
- 14 avril : Lugard bat le roi du Bounyoro Kabarega[10] ; la Grande-Bretagne aide les chrétiens de Bouganda à vaincre les musulmans du Bounyoro et impose des traités aux chefs de l’Ankole (août) et du Toro.
- 15 avril : création de la compagnie du Katanga qui obtient en pleine propriété le tiers du Katanga et un droit préférentiel d’exploitation sur le reste[11].
- 18 avril : Jules Cambon est nommé gouverneur général de l’Algérie française (fin en 1897)[4]. Il applique une politique indigène plus libérale, liée à un rapide essor économique.
- 1er-24 mai : expédition de Vittorio Bottego de Massaoua à Assab[12]. Il mène plusieurs expéditions chez les Danakil et les Somali entre 1891 et 1897.
- 12-13 mai : échec de l’expédition de Fourneau sur la Sangha au Congo[13].
- 18 mai : l’explorateur canadien William Grant Stairs quitte Londres pour aller explorer le Katanga, au Congo, pour Léopold II (roi des Belges) ; il est à Zanzibar le 14 juin[14].
- 11 juin : traité anglo-portugais fixant les limites du protectorat britannique d'Afrique centrale et des Rhodésies. Le Portugal abandonne les territoires du lac Nyassa, du Shire et une partie du plateau de Manica, reconnait aux Britanniques la libre navigation sur le Zambèze et leur concède l’établissement d’une factorerie à l’embouchure du fleuve. En Angola, il obtient le territoire Lunda, au Mozambique la région de Zumbo[15].

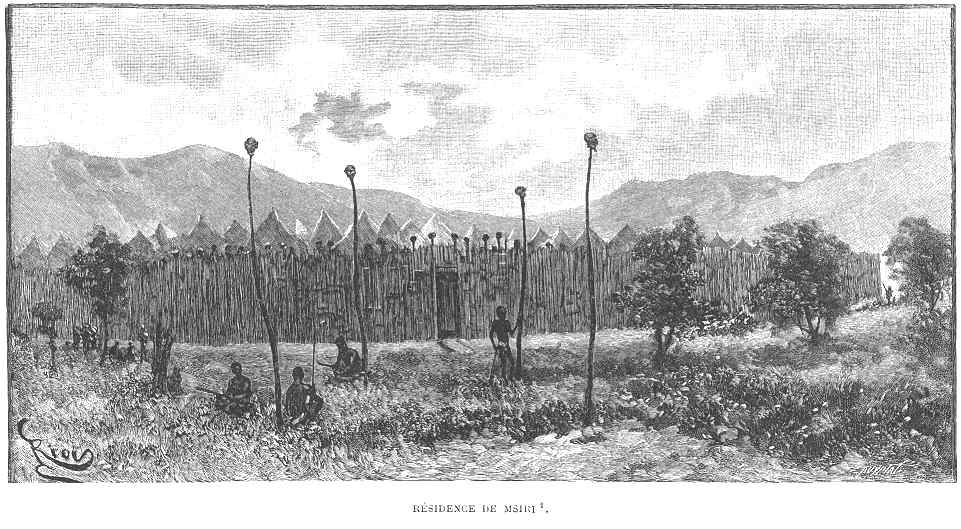
Bunkeya, capitale de Msiri, fortifiée de palissades. Le Garaganza est un royaume prospère, situé dans la région très riche en cuivre du Katanga, qui pratique le commerce du cuivre, du fer, de l’ivoire et des esclaves. Craignant une annexion par les Britanniques des terres situées au sud du Congo, les Belges s’emparent du Garaganza, qui sera annexé à l’État du Congo.

- 1er juillet : départ de Zanzibar de l’expédition de William Stairs ; elle atteint Bunkeya, la capitale du Katanga le 14 décembre[14].
- 17 - 18 août : défaite allemande d’Emi von Zelewski à la bataille de Lugalo[16]. Début de la révolte héhé en Afrique Orientale Allemande (1891-1898).
- 20 août : la mission Mizon arrive à Yola, dans l’Adamawa (Nigeria actuel), par la Bénoué ; Mizon est reçu par l’émir le lendemain[17]. Il repart le 15 décembre, contourne les possessions allemandes du Cameroun, et atteint le 23 mars 1892, Djambala, premier poste français sur le Sangha au Moyen-Congo.
- 24 août : le commandant Monteil conclut un traité de protectorat avec Boukari Modibo à Say[18].
- 3 septembre : victoire de Samori Touré sur les troupes françaises à Dabadougou, près de Kankan[1].
- 26 septembre et 13 novembre : décrets de fondation de la compagnie du Nyassa (pt) (Portugal)[19].
- 6 octobre : décret de l’État indépendant du Congo reconnaissant les chefferies traditionnelles[20] et proclamant domaine de l’État les terres non occupées de façon apparente par les indigènes (bâties ou cultivées). L’exploitation de l’ivoire, du caoutchouc, de la gomme, etc. devient de fait monopole de l’État (décret du 30 octobre 1892)[21].
- 30 octobre : constitution d’une Polizeitruppe au Cameroun par les Allemands[22]. Les « Dahoméens » sont enrôlés de force comme soldats. À la suite de soulèvements populaires et une mutinerie en 1893, une Schutztruppe (troupe coloniale) est créée en 1895[23].
- 20 décembre : Msiri, roi du Garaganza (capitale Bunkeya), dans l’ancien domaine Louba, est tué lors d’une rixe par Omer Bodson, un membre de l’expédition de William Stairs[14].
- Décembre :
  - les Italiens s’installent à Brava, Merka et Mogadiscio (louées par le sultan de Zanzibar en 1892)[24].
  - établissement d’un poste français à El Goléa, à la frontière algéro-marocaine[25]. Le sultan du Maroc considère cette décision comme un acte d’hostilité, d’autant que l’annexion des oasis situés aux confins algéro-marocains est envisagée par le gouvernement français.

- Au Sénégal, les Français dispersent les Mourides. Leur Cheikh Ahmadou Bamba doit faire sa soumission au gouverneur de Saint-Louis[26].

### Amérique

24 février : promulgation de la constitution du Brésil

- 7 janvier, Chili : la décision du président du Chili José Manuel Balmaceda de gouverner sans les députés après que la majorité libérale du Parlement s'est divisée sur le choix de son successeur déclenche une révolte menée par des parlementaires soutenus par la marine (Jorge Montt). Balmaceda est déposé (29 août)[27].
- 24 février : promulgation de la nouvelle constitution qui crée la république laïque et fédérale du Brésil. Le général Manuel Deodoro da Fonseca en est le premier président élu[28]. La constitution, calquée sur le modèle des États-Unis, n’est guère adaptée aux exigences brésiliennes. Les provinces deviennent des États avec leur propre gouvernement, leurs finances et leur police armée.
- 4 juillet et 17 octobre : décrets réglementant les sociétés et leurs offres publiques au Brésil à la suite de la bulle spéculative de l’encilhamento (1888-1891)[29].
- 29 août : guerre civile au Chili entre libéraux et positivistes. Démission du président José Manuel Balmaceda. Le régime présidentiel est remplacé par une période de parlementarisme marquée par la corruption et la fraude électorale qui permet à l’oligarchie de conserver le pouvoir[27].
- 31 août : mise en place d’une république parlementaire au Chili. Jorge Montt, commandant de la marine qui a renversé Balmaceda, doit composer avec les nombreux partis qui bloquent toutes les décisions politiques, sociales ou économiques. Les gouvernements qui se succéderont jusqu’en 1914 seront frappés d’immobilisme[27].
- 3 novembre, Brésil : le président Manuel Deodoro da Fonseca choisit de dissoudre l’Assemblée nationale et d’imposer un pouvoir dictatorial, mais poussé à la démission par une révolte de la Marine, il cède le pouvoir le 23 novembre au vice-président Floriano Peixoto (le maréchal de fer). Il annule la dissolution, révoque tous les gouverneurs qui avaient soutenu Deodoro et se rend maître de la situation. Il maintient la République sous la protection de l’armée[15].

### Asie
- 9 janvier, Inde : ouverture du débat sur le Age of Consent bill au Conseil législatif impérial (Imperial Legislative Council (en)) à Calcutta[30]. Il s'agit d’interdire les rapports sexuels entre époux si la mariée n’a pas 12 ans. Bal Gangadhar Tilak, qui a rejoint le Congrès national indien en 1890, résolument antibritannique, s’oppose à la loi au nom de la défense des traditions. Il prend la direction d’un courant extrémiste pendant les années 1890[31].
- Février [32] : la Porte crée des contingents de cavalerie légère kurde pour le maintien de l’ordre en Anatolie (Hamidiés)[33]. La présence de ces contingents, officiellement dirigés contre les Russes et les Britanniques, va accroître les tensions entre Arméniens et Kurdes, ces derniers donnant un caractère de djihad à leur mission.
- 17 mars : la construction du Transsibérien entre Tcheliabinsk et Vladivostok est décidée par Alexandre III (fin en 1904)[34].
- 19 mars : traité d’amitié, de commerce et de navigation entre la Grande-Bretagne et Mascate et Oman[35]. Les Britanniques contrôlent la route maritime de l’Inde.
- 9-17 mai, Japon : le fondateur du parti de la liberté, Itagaki Taisuke, publie trois articles dans le journal Jiyū Shimbun, dans lesquels il critique le militarisme et l’autocratie. Il réclame une politique étrangère purement défensive et la réduction du budget militaire[36].
- 20 juin : les Britanniques et les Néerlandais définissent leurs zones d’influence respectives à Bornéo. Les Pays-Bas obtiennent la plus grande partie de l’île[37].
- 10 septembre, Palestine : établissement à Londres de la Jewish Colonization Association (ICA), fondée par le baron Maurice de Hirsch[38]. Elle se charge de l’organisation de la colonisation, qui prend un caractère nationaliste, et évoque la création d’un foyer national juif.
- 28 octobre : séisme à Nōbi au Japon[39].
- Novembre :
  - le général Osawa Takeo dénonce l’état d’impréparation militaire du Japon[40] et sera radié pour indiscrétion en décembre. Toutefois tous les députés à la chambre élue n’obtiennent pas la réduction des dépenses militaires.
  - Chine : soulèvement dirigée par la Société de la Tempérance (Zaili) et la secte de l’Élixir d’or (Jindan dao), d’orientation antichrétienne, dans le Rehe oriental (district de Chaoyang)[41], qui se répand en Mandchourie où les populations mongoles s’opposent aux colons chinois venus du Shanxi. La répression par l’armée fait 20 000 morts[42].
- 18 décembre, Japon : le député Shozo Tanaka présente à la chambre une pétition de paysans et de pêcheurs qui dénoncent la pollution dans la mine de cuivre d’Ashio ; le conflit n’est réglé qu’en 1897 quand 800 fermiers marchent sur Tokyo et entrent en conflit avec la police[43].
- Décembre : début de la révolte des tabacs en Perse. L’ayatollah Hadj Mirza Hassan Shirazi lance une fatwa qui interdit la consommation du tabac, ce qui entraîne l’annulation du monopole britannique sur le tabac[44]. Le chah cède sous la pression de l’opinion publique aux revendications du clergé chiite et des moudjahidin opposés à l’influence européenne. Par ailleurs un courant nationaliste et constitutionaliste se développe à la même époque dans les cercles intellectuels.

### Europe

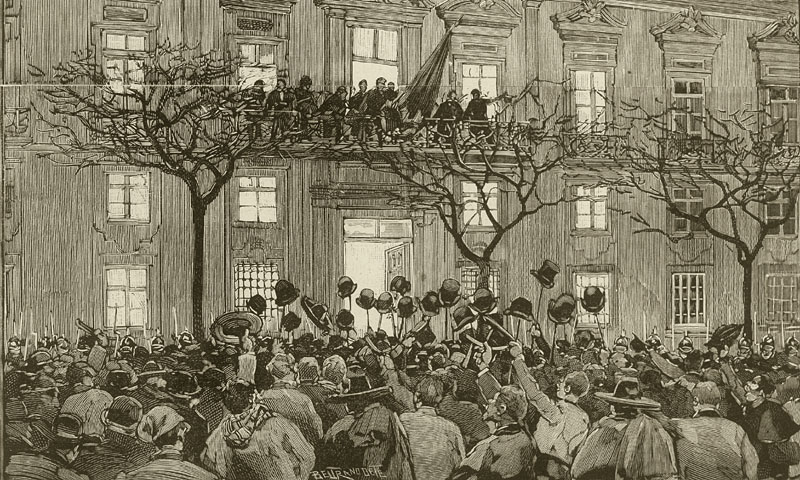
31 janvier : proclamation de la république à Porto.

- 31 janvier, Portugal : révolte républicaine à Porto, vite réprimée[45].
- 5 février (24 janvier du calendrier julien) : fondation à Bucarest par des professeurs et des étudiants d’une « Ligue culturelle pour tous les Roumains »[46].
- 7 février : Alfred von Schlieffen, devient chef d’état-major en Allemagne (fin en 1906)[47]. Il élabore un plan d’attaque en cas de guerre : écraser la France en six semaines en violant la neutralité belge pour prendre à revers l’armée française, puis lancer la totalité des troupes contre la Russie. Ce plan sera appliqué en 1914.
- 29 mars : expulsion de plus de 20 000 Juifs de Moscou[48], qui sont contraints de se regrouper dans des ghettos.
- 9 avril : fondation de la Ligue Pangermaniste (Alldeutscher Verband) pour favoriser les intérêts économiques de l’Allemagne d’outre mer[49]. Composée essentiellement de militaires et de hauts fonctionnaires, elle étendra rapidement ses activités à la propagande patriotique et encouragera chez les dirigeants de Berlin une politique étrangère agressive. Elle deviendra progressivement raciste et antisémite, hostile au maintien de l’Autriche-Hongrie.
- avril : troubles agraires en Hongrie[50].
- 1er mai, France : neuf morts à Fourmies lors des manifestations du 1er mai[51]. Affaire de Clichy[52].
- 6 mai : renouvellement de la Triple-Alliance entre l’Autriche, l’Allemagne et l’Italie[53].
- 15 mai : encyclique Rerum novarum du pape Léon XIII, qui évoque la condition des travailleurs et fonde la doctrine sociale de l'Église en réaction à la « question sociale »[54].
- 1er juin : entrée en vigueur de la loi sur la protection des travailleurs en Allemagne[55]. Le dimanche devient jour de repos obligatoire, le travail en usine des enfants de moins de treize ans est interdit, le temps de travail des adolescents est réduit à dix heures par jour et l'âge de la retraite est fixé à 65 ans (l'espérance de vie n'est que de 45 ans !).
- 29 juin : découverte à Xanten du cadavre de Johann Hegmann, un enfant de cinq ans. Un boucher juif, Adolf Buschhoff, est accusé de meurtre rituel (affaire de Xanten) ; il est acquitté le 14 juillet 1892[56].
- 25 juillet : visite de la flotte française à Kronstadt[57].
- 21 août : début du gouvernement Gijsbert van Tienhoven aux Pays-Bas[58]. Le pouvoir passe aux libéraux (1891-1901).
- 27 août : accord d’alliance secret franco-russe par échange de lettres. La France obtient seulement de la Russie une promesse de concertation commune en cas de conflit européen[59].
- 2 octobre, Royaume-Uni : les libéraux adoptent à Newcastle un nouveau programme, qui comprend notamment la reconnaissance du Home Rule pour l’Irlande et la diminution du temps de travail pour les ouvriers[60].
- 14 - 21 octobre : congrès d’Erfurt. La social-démocratie allemande adopte le programme marxiste d’Engels-Kautski[61]. L’accent et mis sur les réformes démocratiques.
- 1er décembre : création du Bureau international permanent de la paix à Berne[62].
- 17 décembre, Suisse : le Lucernois Joseph Zemp devient le premier conseiller fédéral non radical. Il représente le parti catholique conservateur[63].
- 6 décembre : traités commerciaux signés par le chancelier allemand Caprivi avec l’Autriche-Hongrie et l’Italie, valables du 1er février 1892 au 31 décembre 1903[64]. Le 18 décembre 1893, les députés du Reichstag prennent acte du « volet » économique de la Triplice en les ratifiant.

## Naissances en 1891
- 1er janvier :
  - Charles Bickford, acteur américain († 9 novembre 1967).
  - Frank Pettingell, acteur britannique († 17 février 1966).
- 2 janvier : Constant Detré, peintre français († 10 avril 1945).
- 3 janvier : René Fontayne, peintre et dessinateur français († 17 septembre 1952).
- 4 janvier : Alfredo Sivocci, coureur cycliste italien († 10 juillet 1980).
- 5 janvier : Bill Cody, acteur américain († 24 janvier 1948).
- 8 janvier : Bronislava Nijinska, danseuse et chorégraphe russe († 21 février 1972).
- 14 janvier :
  - Billy Armstrong, acteur britannique († 1er mars 1924).
  - Félix Goethals, coureur cycliste français († 24 septembre 1962).
- 15 janvier : Diana Budisavljević, personnalité de l'aide humanitaire d'origine autrichienne(† 20 août 1978).
- 17 janvier : Henry du Boucher, paléontologue, minéralogiste et géologue français (° 18 juin 1835).
- 20 janvier :
  - Auguste Clergé, peintre, lithographe, illustrateur, décorateur de théâtre, acteur de théâtre, trapéziste, clown, fresquiste et graveur français († septembre 1963).
  - Ernest Heber Thompson, peintre, graveur et professeur d'art néo-zélandais († 13 avril 1971).
- 22 janvier : Moïse Kisling, peintre français d'origine polonaise († 29 avril 1953).
- 25 janvier : Marie Roserot de Melin, résistante et infirmière française († 6 mai 1962).
- 28 janvier : Laurence Vail, romancier, poète, peintre et sculpteur français († 16 avril 1968).
- 29 janvier : Henri Van Lerberghe, coureur cycliste belge († 10 avril 1966).
- 4 février : M. A. Ayyangar homme politique indien († 19 mars 1978).
- 5 février : Monta Bell, acteur, réalisateur et producteur de cinéma américain († 4 février 1958).
- 9 février : Ronald Colman, acteur et scénariste britannique († 19 mai 1958).
- 12 février :
  - Marcel Leprin, peintre français († 27 janvier 1933).
  - Maurice Yvain, compositeur français († 27 juillet 1965).
- 16 février : Paul Albert Mathey, peintre suisse († 24 septembre 1972).
- 18 février : Henry George, coureur cycliste sur piste belge († 6 janvier 1976).
- 20 février : Maurice Duhaupas, peintre français († 6 août 1971).
- 26 février : Fred Goodwins, acteur britannique († avril 1923).
- 27 février : Georges Migot, compositeur français († 5 janvier 1976).
- 28 février : Lucien Vogt, peintre et dessinateur américain († 1968).
- 3 mars : Federico Moreno Torroba, compositeur espagnol († 12 septembre 1982).
- 4 mars : Charles Humbert, peintre, illustrateur et bibliophile suisse († 30 mars 1958).
- 6 mars : Paul Jean Hugues, peintre français († 4 décembre 1972).
- 7 mars :
  - Jacob Balgley, peintre et graveur russe († 14 juin 1934).
  - Isaac Dobrinsky, peintre français († 5 janvier 1973).
- 10 mars : Sam Jaffe, acteur américain († 24 mars 1984).
- 11 mars : Max Kaus, peintre allemand († 5 août 1977).
- 12 mars : Hermann Stenner, peintre allemand († 5 décembre 1914).
- 15 mars : Étienne Cournault, peintre, graveur et décorateur français († 24 mai 1948).
- 18 mars : Joseph Sima, peintre français d'origine austro-hongroise et tchécoslovaque († 24 juillet 1971).
- 19 mars :
  - Georg von Albrecht, compositeur et pianiste allemand († 15 mars 1976).
  - Earl Warren, juriste et homme politique américain († 9 juillet 1974).
- 21 mars : Jean Souverbie, peintre et décorateur de théâtre français († 6 novembre 1981).
- 22 mars : Roland-Manuel, compositeur et musicologue français († 1er novembre 1966).
- 24 mars : Charley Toorop, peintre néerlandaise († 5 novembre 1955).
- 26 mars :
  - Giuseppe Azzini, coureur cycliste italien († 11 novembre 1925).
  - Konstantin Roudakov, graphiste et enseignant russe puis soviétique († 1949).
- 29 mars : Rudolf Perak, compositeur autrichien († 3 décembre 1972).
- 30 mars : Leo Reuss, acteur et réalisateur autrichien († 1er avril 1946).
- 31 mars : Victor Varconi, acteur hongrois naturalisé américain († 6 juin 1976).
- 2 avril : Max Ernst, peintre et sculpteur français d'origine allemande († 1er avril 1976).
- 4 avril :
  - Virgilio Guidi, peintre et essayiste italien († janvier 1984).
- 5 avril : Alfred Goullet, coureur cycliste australien naturalisé américain († 11 mars 1995).
- 7 avril : Roger Jénoc, compositeur et chef d'orchestre français († 1976).
- 14 avril :
  - Bhimrao Ramji Ambedkar, juriste et homme politique indien († 6 décembre 1956).
  - Henri de Maistre, peintre français († 16 juillet 1953).
  - Zawado, peintre polonais († 15 novembre 1982).
- 15 avril :
  - Pierre Matossy, peintre, graveur et affichiste français († 25 août 1969).
  - Väinö Raitio, compositeur finlandais († 10 septembre 1945).
- 17 avril :
  - Arturo Bendini, homme politique italien († 13 juillet 1944).
  - Jazep Varonka, homme politique et journaliste russe puis soviétique († 4 juin 1952).
- 19 avril : Frank Mackenzie Ross, homme politique canadien († 11 décembre 1971).
- 22 avril : Nicola Sacco, militant anarchiste italo-américain († 23 août 1927).
- 23 avril :
  - Sergueï Prokofiev, compositeur russe († 5 mars 1953).
  - Léon Sabatier, peintre et fresquiste français († 2 octobre 1965).
- 24 avril : Jāzeps Grosvalds, letton († 1er février 1920).
- 28 avril : Nathalie Kraemer, peintre française († 22 décembre 1943).
- 2 mai : Mikhaïl Boulgakov, écrivain et médecin russe puis soviétique († 10 mars 1940).
- 3 mai : Henri Rolin, homme politique belge († 20 avril 1973).
- 7 mai : Fritz Pauli, peintre suisse († 3 septembre 1968).
- 13 mai : Zofia Stryjeńska, peintre polonaise († 28 février 1976).
- 14 mai :
  - Gabriel Dadié, agriculteur, syndicaliste et homme politique français  († 16 mai 1953).
  - Egon Kornauth, chef d'orchestre et compositeur autrichien († 28 octobre 1959).
- 19 mai : Amo Bek-Nazarov, acteur et réalisateur russe puis soviétique († 27 avril 1965).
- 20 mai : Alberto Teisaire, militaire et homme politique argentin († 11 septembre 1962).
- 22 mai : Lucien Cailliet, compositeur, arrangeur, orchestrateur, chef d'orchestre, clarinettiste, saxophoniste et pédagogue américain d'origine française († 3 janvier 1985).
- 23 mai : Étienne Le Rallic, dessinateur, illustrateur et auteur de bandes dessinées français († 3 novembre 1968).
- 26 mai : Vladimir Vassilievitch Lebedev, peintre et graphiste russe puis soviétique († 21 novembre 1967).
- 27 mai : Claude Champagne, compositeur, pédagogue canadien († 21 décembre 1965).
- 30 mai : Ben Bernie, violoniste de jazz américain († 23 octobre 1943).
- 4 juin : Leopold Vietoris, mathématicien autrichien († 9 avril 2002).
- 6 juin :
  - Kunitarō Suda, peintre japonais († 16 décembre 1961).
  - Ignacio Sánchez Mejías, matador espagnol († 13 août 1934).
- 8 juin : Paul Collaer, professeur de chimie, musicologue, pianiste et chef d'orchestre belge († 10 décembre 1989).
- 11 juin : Adolfo Best Maugard, peintre, réalisateur et scénariste mexicain († 25 août 1964).
- 13 juin : Louis Saalborn, réalisateur, acteur, peintre et musicien néerlandais († 18 juin 1957).
- 19 juin :
  - John Heartfield, photographe et peintre allemand († 26 avril 1968).
  - « Saleri II » (Julián Sainz Martínez), matador espagnol († 7 octobre 1958).
- 20 juin : Jean Pierné, peintre et illustrateur français († 16 septembre 1974).
- 21 juin : Hermann Scherchen, chef d’orchestre allemand († 12 juin 1966).
- 23 juin : Ryūsei Kishida, peintre japonais († 20 décembre 1929).
- 28 juin : Arturo Ferrario, coureur cycliste italien († 31 décembre 1966).
- 2 juillet :
  - Kōshirō Onchi, peintre et photographe japonais († 3 juin 1955).
  - Cipriano Efisio Oppo, peintre et homme politique italien († 10 janvier 1962).
  - Gontran Ranson, dessinateur, illustrateur et peintre français († 23 juin 1977).
- 6 juillet : Elisabetta Keller, peintre suisse († 19 février 1969).
- 8 juillet :
  - Pierre-Ludovic Dumas, peintre français († 8 mars 1973).
  - Raymond Moritz, peintre figuratif, illustrateur et fresquiste français († 12 avril 1950).
- 9 juillet : Hasegawa Toshiyuki, peintre japonais († 12 octobre 1940).
- 10 juillet : Sammy Brooks, acteur américain († 16 mai 1951).
- 11 juillet : Louis Latapie, peintre et graveur français († 2 juillet 1972).
- 12 juillet :
  - Monte Brice, scénariste, producteur, réalisateur et acteur américain († 8 novembre 1962).
  - André Sauvage,  cinéaste, réalisateur, écrivain et peintre français († 16 novembre 1975).
- 13 juillet : Fréhel, chanteuse française († 3 février 1951).
- 14 juillet : Fritz Kampers, acteur allemand († 1er septembre 1950).
- 18 juillet : Enrico Sala, coureur cycliste italien († 3 août 1979).
- 20 juillet : Valentín Andrés, écrivain, économiste, humoriste et physicien espagnol († 1982).
- 2 août : Arthur Bliss, compositeur britannique († 27 mars 1975).
- 3 août :
  - Georges Arnoux, compositeur français († 11 novembre 1971).
  - Florimond Météreau, peintre français († 8 décembre 1979).
- 5 août :
  - Charley Garry, peintre et affichiste français († 5 janvier 1973).
  - Pierre Guastalla, peintre, illustrateur, graveur sur cuivre, xylographe et lithographe français († 8 octobre 1968).
- 6 août : William Slim, gouverneur général d'Australie († 14 décembre 1970).
- 7 août : Wenceslas Pająk, peintre polonais († 14 octobre 1926).
- 9 août : Joseph-Marie Martin, cardinal français, archevêque de Rouen († 21 janvier 1976).
- 16 août : Harry Cheshire, acteur américain († 16 juin 1968).
- 22 août : André Dignimont, illustrateur, peintre et graveur français († 4 février 1965).
- 23 août : Thérèse Lemoine-Lagron, peintre aquarelliste française († 30 mars 1949).
- 25 août : Alberto Savinio, écrivain, peintre et compositeur italien († 5 mai 1952).
- 28 août : Stanley Andrews, acteur américain († 23 juin 1969).
- 30 août : Hélène Holzman, peintre allemande († 25 août 1968).
- 1er septembre : Joseph Zaritsky, peintre israélien († 30 novembre 1985).
- 3 septembre : Marcel Grandjany, harpiste et compositeur franco-américain († 24 février 1975).
- 5 septembre :
  - Li Jinhui, compositeur chinois († 15 février 1967).
  - José Luis Zorrilla de San Martín, sculpteur et peintre espagnol naturalisé uruguayen († 24 mai 1975).
- 7 septembre : François Vibert, acteur de théâtre et de cinéma français († 23 mai 1978).
- 8 septembre : Pierre Dubreuil, peintre et graveur français († 17 février 1970).
- 11 septembre : Noël Gallon, compositeur et auteur d'ouvrages pédagogiques français († 26 décembre 1966).
- 13 septembre : Sisowath Vatchayavong, premier ministre cambodgien († 30 janvier 1972).
- 14 septembre : Czesław Marek, pianiste, professeur et compositeur polonais († 17 juillet 1985).
- 18 septembre : Claire Sainte-Soline, femme de lettres française († 14 octobre 1967).
- 21 septembre : Gabriel Pradal, homme politique, journaliste et architecte espagnol († 16 septembre 1965).
- 22 septembre : Edmund Nick, compositeur, chef d'orchestre et critique musical allemand († 11 avril 1974).
- 25 septembre : Honoré Barthélémy, coureur cycliste français († 2 mai 1964).
- 26 septembre : William John McKell, homme politique britannique puis australien († 11 janvier 1985).
- 27 septembre : Odette Bruneau, peintre et sculptrice française († 1984).
- 1er octobre : Rémy Duhem, peintre et avocat français († 20 juin 1915).
- 7 octobre : Louisa Gould, résistante britannique († février 1945).
- 8 octobre : Ellen Wilkinson, femme politique et écrivain britannique († 6 février 1947).
- 9 octobre : Raoul Dastrac, peintre français († 9 avril 1969).
- 17 octobre : Jacques Thévenet, peintre, graveur et illustrateur français († 5 avril 1989).
- 20 octobre : James Chadwick, physicien britannique († 24 juillet 1974).
- 21 octobre : Sun Ke,  homme politique chinois († 13 septembre 1973).
- 26 octobre : Alexandre Beloborodov, homme politique russe puis soviétique († 10 février 1938).
- 29 octobre : Louise Le Vavasseur, illustratrice et peintre française († 23 juin 1974).
- 4 novembre : Edward F. Cline, réalisateur, scénariste, acteur et producteur de cinéma américain († 22 mai 1961).
- 5 novembre : Martín Chambi, photographe péruvien († 13 septembre 1973).
- 7 novembre :
  - Dmitri Fourmanov, écrivain russe puis soviétique († 15 mars 1926).
  - Guenrikh Iagoda, révolutionnaire bolchevique russe puis soviétique († 15 mars 1938).
- 10 novembre : Philip Sainton, compositeur, altiste et chef d'orchestre anglais († 2 septembre 1967).
- 12 novembre : Adolph Weiss, compositeur américain († 21 février 1971).
- 14 novembre : Suzanne Morel-Montreuil, peintre, pastelliste, aquarelliste, dessinatrice et pédagogue française († 24 janvier 1983).
- 15 novembre :
  - Erwin Rommel, maréchal allemand († 14 octobre 1944).
  - Vincent Astor, homme d'affaires et philanthrope américain († 3 février 1959).
- 16 novembre : Alice Haarburger, peintre allemande († 26 mars 1942).
- 18 novembre : Francisco Campos, juriste et homme politique brésilien († 1er novembre 1968).
- 20 novembre : Reginald Denny, acteur britannique († 16 juin 1967).
- 23 novembre : Alexandre Rodtchenko, peintre, sculpteur, photographe et designer russe († 3 décembre 1956).
- 27 novembre : Pedro Salinas, poète espagnol de la Génération de 27 († 4 décembre 1951).
- 30 novembre : Jean d'Espouy, peintre et aquarelliste français († avril 1921).
- 1er décembre :
  - James Bell, acteur américain († 26 octobre 1973).
  - Joseph Pé, coureur cycliste belge († 31 octobre 1980).
- 2 décembre : Otto Dix, peintre allemand († 25 juillet 1969).
- 3 décembre : François-Philippe de Méran, homme politique autrichien († 15 novembre 1983).
- 4 décembre : Manuel Rodríguez Lozano, peintre mexicain († 27 mars 1971).
- 6 décembre :
  - Manuel Bruker, peintre, collectionneur et éditeur d'art français († 1979).
  - Étienne Gaudet, peintre, graveur et illustrateur français († 14 juillet 1963).
  - Karol Hiller, peintre, graphiste et photographe polonais († décembre 1939).
- 9 décembre :
  - Léon-Antoine Bekaert, homme politique et industriel belge († 19 décembre 1961).
  - Kiyoshi Hasegawa, peintre et graveur japonais († 13 décembre 1980).
- 14 décembre :
  - Józef Hecht, peintre et graveur polonais († 19 juin 1951).
  - Mary Lavater-Sloman, romancière suisse († 5 décembre 1980).
- 16 décembre : Clyde Cook, acteur australo-américain († 13 août 1984).
- 21 décembre : Vsevolod Zaderatski, compositeur et pianiste russe († 1er février 1953).
- 25 décembre : Inshō Dōmoto, peintre japonais de l'école Nihonga († 5 septembre 1975).
- 26 décembre :
  - Jean Galtier-Boissière, écrivain et journaliste français († 22 janvier 1965).
  - Henry Miller, écrivain américain († 7 juin 1980).
- 30 décembre : Antoine Pinay, homme politique français († 13 décembre 1994).
- Date précise inconnue :
  - Juan Altisent, compositeur espagnol († 1971).
  - Marcel Amiguet, peintre et graveur suisse († 1958).
  - Maurice Bismouth, peintre franco-tunisien († 1965).
  - Jean Bouchaud, peintre français († 6 mai 1977).
  - Anna Devaux-Raillon, peintre française († 1968).
  - Haim Epstein, peintre polono-français († 1944).
  - Emmanouíl Mántakas, militaire et homme politique grec († 8 mars 1968).
  - Arthur Meille, footballeur français († ?).
  - Lizardo Peris de Vargas, footballeur espagnol († 17 janvier 1951).

## Décès en 1891

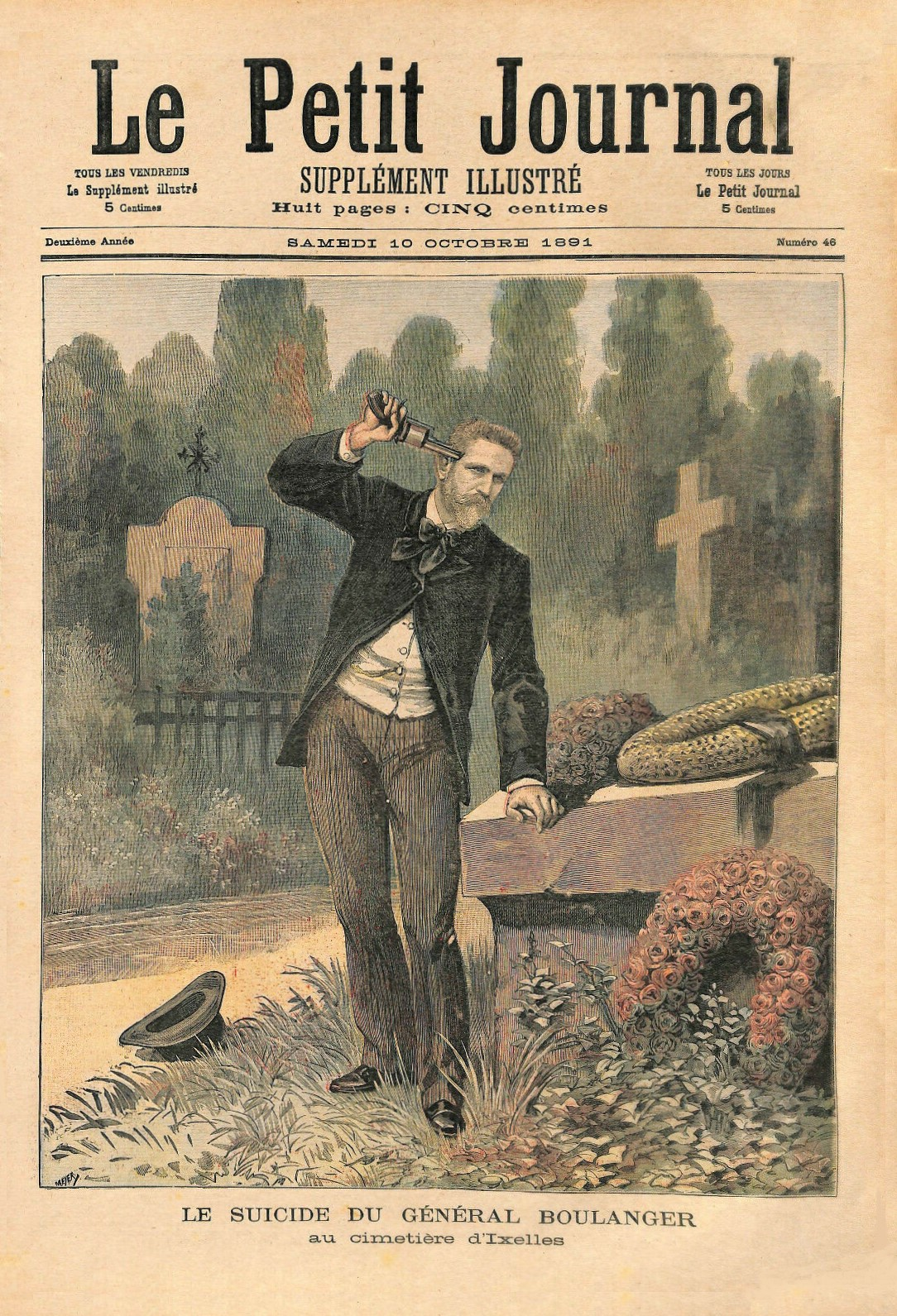
10 septembre : suicide du général français Georges Boulanger devant la tombe de sa maitresse au cimetière d'Ixelles (Bruxelles)

- 4 janvier : Pierre De Decker, écrivain et homme politique belge (° 25 janvier 1812).
- 7 janvier : Wilhelm Taubert, compositeur allemand (° 23 mars 1811).
- 8 janvier : Fredrik Pacius, compositeur et chef d'orchestre allemand (° 19 mars 1809).
- 11 janvier : Eugène, baron Haussmann, préfet de la Seine (° 27 mars 1809).
- 14 janvier : Aimé Millet, sculpteur, graveur médailleur et peintre français (° 28 septembre 1819).
- 15 janvier : Jan Tysiewicz, peintre et illustrateur polonais (° 16 mai 1814).
- 16 janvier : Léo Delibes, compositeur français (° 21 février 1836).
- 17 janvier : Johannes Verhulst, compositeur néerlandais (° 19 mars 1816).
- 19 janvier : Marie-Abraham Rosalbin de Buncey, peintre et dessinateur français (° 26 mars 1833).
- 20 janvier : Abigail de Andrade, artiste peintre brésilienne (° 1863).
- 22 janvier : Benjamin Constant Botelho de Magalhães, militaire, ingénieur, enseignant et homme d’État brésilien (° 18 octobre 1836).
- 25 janvier : Théo Van Gogh, négociant d'art (° 1er mai 1857).
- 27 janvier : Jervis McEntee, peintre américain (° 14 juillet 1828).
- 28 janvier : Felipe Poey, zoologiste cubain (° 26 mai 1799).
- 30 janvier : Charles Chaplin, peintre et graveur français d’origine anglaise (° 8 juin 1825).
- 31 janvier : Jean-Louis-Ernest Meissonier, peintre français (° 21 février 1815).
- 8 février : Jean-Achille Benouville, peintre français (° 15 juillet 1815).
- 9 février : Johan Barthold Jongkind, peintre aquarelliste et graveur néerlandais (° 3 juin 1819).
- 9 mars : Antonio Ciseri, peintre suisse (° 25 octobre 1821).
- 11 mars : Pedro Tintorer, pianiste, compositeur et professeur espagnol (° 12 février 1814).
- 17 mars : Pierre-Jules Hetzel, éditeur français (° 15 janvier 1814).
- 29 mars : Georges Seurat, peintre français (° 2 décembre 1859).
- 2 avril : : Ahmed Vefik Pacha, homme d’État, diplomate, écrivain et traducteur ottoman (° 3 juillet 1823).
- 7 avril :
  - Phineas Taylor Barnum, fondateur du célèbre cirque (° 5 juillet 1810).
  - Cornelio Saavedra Rodríguez, militaire et homme politique chilien (° 1821).
- 11 avril : Victor Monmignaut, peintre français (° 3 décembre 1819).
- 14 avril : Carlos Luis de Ribera y Fieve, peintre espagnol (° 1815).
- 18 avril : Félix Antoine Appert, militaire et diplomate français du XIXe siècle, général de corps d'armée (° 12 juin 1817).
- 27 avril : Joachim Oppenheim, rabbin (° 29 septembre 1832).
- 1er mai : Antonín Chittussi, peintre austro-hongrois (° 1er décembre 1847).
- 8 mai : Helena Blavatsky, fondatrice de la Société théosophique (° 30 juillet 1831).
- 11 mai : Eugène Ortolan, juriste, diplomate et compositeur français (° 1er avril 1824).
- 23 mai : Francis Chit, photographe thaïlandais (° 1830).
- 28 mai : Peter Martin Duncan, paléontologue britannique (° 20 avril 1824).
- 1er juin : Léon Charles-Florent Moreaux, peintre français (° 7 mars 1815).
- 14 juin : Nicolò Gabrielli, compositeur italien (° 21 février 1814).
- 17 juin : Julius Berends, homme politique allemand (° 30 avril 1817).
- 5 juillet : Joseph Ducaju, sculpteur belge (° 31 août 1823).
- 27 juillet : Adolphe Pierre Leleux, peintre et graveur français (° 15 novembre 1812).
- 31 juillet :
  - Jean-Baptiste Capronnier, peintre verrier belge d'origine française (° 1er février 1814).
  - Léon Germain Pelouse, peintre paysagiste français de l'École de Barbizon († 1er octobre 1838).
- 6 août : Henry Litolff, pianiste virtuose et compositeur français (° 6 février 1818).
- 19 août : Theodor Aman, peintre et graveur roumain d’origine arménienne (° 20 mars 1831).
- 28 août : Pierre-Julien Nargeot, violoniste, compositeur et chef d'orchestre français (° 14 janvier 1799).
- 5 septembre : Jules-Élie Delaunay, peintre français (° 13 juin 1828).
- 9 septembre : Jules Grévy, ancien Président de la République française (° 15 août 1807).
- 10 septembre : Georges Boulanger, général et homme politique français (° 29 avril 1837).
- 11 septembre : Théodule Ribot, peintre réaliste français (° 8 août 1823).
- 14 septembre : Johannes Bosboom, peintre et aquarelliste belge (° 18 février 1817).
- 18 septembre : Georg Bottmann, peintre allemand (° 26 février 1810).
- 20 septembre : Narcisse Berchère, peintre et graveur français (° 11 septembre 1819).
- 21 septembre : Cayetano Sanz, matador espagnol (° 7 août 1821).
- 24 septembre : Alexandra de Grèce, grande-duchesse de Russie (° 30 août 1870).
- 27 septembre : Aleksandar Eksarh, homme politique et journaliste bulgare (° 1810).
- 19 octobre : Nicolò Barabino, peintre et mosaïste italien de l'école florentine (° 13 juin 1832).
- 10 novembre : Arthur Rimbaud, poète français (° 20 octobre 1854).
- 28 novembre[65] : Louis-Alexandre Dubourg, peintre français (° 27 février 1821).
- 9 décembre : Andrew Ramsay, géologue britannique (° 31 janvier 1814).
- 17 décembre : Amos Cassioli, peintre italien (° 10 août 1832).
- 22 décembre : Louis Feltz, compositeur et pédagogue français (° 2 février 1816).
- 24 décembre :
  - Adeodato Malatesta, peintre italien (° 6 mai 1806).
  - Achille Oudinot, peintre paysagiste, impressionniste français (° 17 avril 1820).
- 28 décembre :
  - Alfred Cellier, compositeur, orchestrateur et chef d'orchestre anglais (° 1er décembre 1844).
  - Eugène Forest, peintre, lithographe, graveur et caricaturiste français (° 24 octobre 1808).
- 29 décembre : Leopold Kronecker, mathématicien allemand (° 7 décembre 1823).